# آرام‌اس لکونیا (۱۹۲۱)
آرام‌اس لکونیا (۱۹۲۱) (به انگلیسی: RMS Laconia (1921)) یک زیردریایی بود که طول آن ۶۰۱ فوت ۳ اینچ (۱۸۳٫۲۶ متر) بود. این زیردریایی در سال ۱۹۲۱ ساخته شد.